# FC Dacia Chișinău
Az FC Dacia Chișinău moldáv labdarúgócsapat.

## Történet
A fővárosi csapat 2000-ben alakult, a 2005-06-os UEFA-kupa selejtezőjében játszott és a liechtensteini FC Vaduz csapatával szemben maradt alul, azt követően hogy a bajnokságban a 3. helyet szerezte meg az előző szezonban. 2007-ben az Intertotó-kupában a 3. fordulóig jutott, azt követően hogy tizenegyesekkel továbbjutott, először az azeri Bakı FK, majd a svájci St. Gallen csapatokkal szemben, a 3. fordulóban pedig a német Hamburger SV búcsúztatta 5-1-es összesítéssel. A 2007-08-as bajnokságban a 2. helyet szerezte meg, ezzel indulhatott a 2008–2009-es UEFA-kupa selejtezőjében, ahol az első selejtezőkörben a szerb FK Borac Čačak búcsúztatta 2-4-es összesítéssel. A 2010-11-es szezonban fennállásuk során először megnyerte a bajnokságot és ezáltal indulhatott az UEFA-Bajnokok Ligájában, ahol a második selejtezőkörben a grúz Zestafoni ellen 2-0-ra nyertek hazai pályán, azonban idegenben 3-0-ra kikaptak és 3-2-es összesítéssel kiestek. A 2012-13-as és a 2013-14-es szezonban az Európa-Liga selejtezőjében vehettek részt, a két kiírás során mindig továbbjutottak az 1. selejtezőkörből (2012-ben a szlovén Celjét győzték le, majd 2013-ban az albán KS Teuta Durrëst múlták felül) viszont a 2. selejtezőkörben nem sikerült továbbjutniuk.

## Külső hivatkozások
- Hivatalos honlap